# Luca Mattivi
Luca Mattivi (Trento, 4 luglio 1995) è un ex hockeista su ghiaccio italiano, di ruolo difensore.
Anche la sorella minore Nadia è una giocatrice di hockey su ghiaccio.

## Carriera
Cresciuto a Baselga di Piné, inizia a giocare nelle giovanili dell'Hockey Club Piné prima e dell'Hockey Pergine poi, con cui esordisce anche in prima squadra, nella serie cadetta, nella stagione 2011-2012.
Nel 2013 è passato all'Asiago, con cui ha disputato due stagioni in massima serie, vincendo una supercoppa italiana (2013) ed uno scudetto (2014-2015), oltre che il titolo italiano Under-20 (2013-2014), che gli è valso la convocazione per i vittoriosi mondiali di categoria di Prima divisione - Gruppo B del 2014.
Non confermato dagli stellati, nell'estate del 2015 è passato all'Hockey Club Fiemme, in seconda serie. Nell'estate del 2016 ha sostenuto un provino col Bolzano, ma è poi rimasto al Fiemme, che lo ha confermato anche per le stagioni successive.
Nel 2020-2021 ha fatto ritorno al Piné, in terza serie.

## Palmarès

### Giovanili
- Campionato italiano Under-20: 1:

Asiago: 2013-2014

### Club
- Campionato italiano: 1:

Asiago: 2014-2015
- Supercoppa italiana: 1:

Asiago: 2013